# کلوتن (ویسکانسین)
کلوتن (به انگلیسی: Kloten) یک منطقهٔ مسکونی در ایالات متحده آمریکا است که در Stockbridge (town) واقع شده‌است.